# American Gladiators
American Gladiators war eine US-amerikanische Fernseh-Spielshow, die ursprünglich zwischen 1989 und 1996 lief und 2008 eine kurzlebige Neuauflage bekam.

## Konzeption
American Gladiators war eine sportliche Game-Show, die eine von klassischen Gladiatorenkämpfen inspirierte Mischung aus Wettkämpfen mit Elementen von Kraftsport, Parcours, Ballspielen und Geschicklichkeitswettbewerben bot, in der die Teilnehmer (zwei Männer und zwei Frauen) in verschiedenen Spielen gegeneinander sowie gegen ein Team aus Profiathleten, den sogenannten Gladiatoren (meistens professionelle Bodybuilder oder Kraftsportler), antraten. Am Ende jeder Sendung gewannen jeweils eine Frau und ein Mann. Die Champions am Ende einer jeden Staffel gewannen ein Preispaket mit einem neuen Auto, einem Urlaub und Geld (normalerweise über 100.000 $ insgesamt). Die Disziplinen waren oft ziemlich außergewöhnlich und ausgeklügelt, mit Herausforderungen, welche Dinge wie Hochseile, Stahlkäfige, Schwingseile und andere Hindernisse darboten. Produziert wurde das Format im Auftrag von NBC Television von den Produktionsfirmen „Four Point Entertainment“ und „Trans World International“.

## Ausstrahlung
In Deutschland lief die Show auf RTL (1992–1994) und DSF (heute Sport1) (1999–2001).

## Neuauflagen
Im Jahr 2008 sendete der amerikanische Fernsehsender NBC Television eine Neuauflage des Formates. Die erste Staffel startete am Sonntag, dem 6. Februar, die  restlichen sechs Folgen liefen in der Montags-Primetime. Bereits ab dem 12. Mai 2008 wurde eine zweite Staffel der Neuauflage ausgestrahlt. Nach dem Finale dieser Staffel am 4. August 2008 wurden von NBC keine weiteren Folgen mehr in Auftrag gegeben. Beteiligte Produktionsfirmen waren „Reveille“ und „MGM Worldwide TV“, moderiert wurde die Neuauflage von Hulk Hogan und Laila Ali.
Im Juli 2014 berichtete das US-Magazin TV Guide, dass eine neue Version der Show in Vorbereitung sei, die allerdings – in Anlehnung an Stoffe wie Die Tribute von Panem  – in einer eher „post-apokalyptischen“ Atmosphäre spielen solle.

## Gladiatoren in der Original-Show
- Jim Starr .... Laser (1990–1996)
- Erika Andersch .... Diamond (1990–1993)
- Cheryl Barldinger .... Sunny (1989)
- Salina Bartunek .... Elektra (1992–1993)
- Shelley Beattie .... Siren (1992–1996)
- Chuck Berlinger .... Viper (1992–1993)
- Danny Lee Clark .... Nitro (1989–1992, 1994–1996)
- Debbie Clark .... Storm (1991–1993)
- Shirley Eson .... Sky (1992–1996)
- Lori Fetrick .... Ice (1990–1992, 1993–1996)
- Victoria Gay .... Jazz (1993–1996)
- Shannon Hall .... Dallas (1995)
- Steve Henneberry .... Tower (1991–1994)
- Raye Hollitt .... Zap (1989–1990, 1991–1995)
- Michael M. Horton .... Gemini (1989–1992)
- Tonya Knight .... Gold (1989–1992)
- Natalie Lennox .... Lace (1992–1993)
- Deron McBee .... Malibu (1989)
- Bobby Moore .... Rage (posed in Playboy)
- David Nelson .... Titan (1989–1990)
- Marisa Pare .... Lace (1989–1992)
- Sha-Ri Pendleton .... Blaze (1989–1992)
- Ed Radcliffe .... Tank (1995)
- Lee Reherman .... Hawk (1993–1996)
- Cathy Sassin .... Panther (1992–????)
- Billy Smith .... Thunder (1990–1992)
- Galen Tomlinson .... Turbo (1990–1996)
- Mark Tucker .... Rebel (1993)
- Barry Turner .... Cyclone (1992–1993)
- Lynn 'Red' Williams .... Sabre (1992–1996)
- Julia G. .... Mailing (1991–1995)

## Gladiatoren in der Neuauflage

### Weibliche Gladiatoren
| Alias   | Staffel | Staffel | Name                      | Größe und Gewicht | Kommentar                                       |
| Alias   | von     | bis     | Name                      | Größe und Gewicht | Kommentar                                       |
| ------- | ------- | ------- | ------------------------- | ----------------- | ----------------------------------------------- |
| Blast   | 1       | 1       | Jennifer Barry            | unbekannt         | - Reserve (Staffel 1); war nicht im TV zu sehen |
| Crush   | 1       | 2       | Gina Carano               | 1,73 m; 71 kg     |                                                 |
| Fury    | 1       | 1       | Jamie Reed Kovac          | 1,73 m; 67 kg     | - Reserve (Staffel 2)                           |
| Hellga  | 1       | 2       | Robin Coleman             | 1,84 m; 93 kg     |                                                 |
| Jet     | 2       | 2       | Monica Carlson            | 1,70 m; 59 kg     | - Siegerin der Frauen (Staffel 1)               |
| Panther | 2       | 2       | Corinne van Ryck de Groot | 1,65 m; 57 kg     |                                                 |
| Phoenix | 2       | 2       | Jennifer Widerstrom       | 1,68 m; 70 kg     |                                                 |
| Siren   | 1       | 2       | Valerie Waugaman          | 1,75 m; 66 kg     |                                                 |
| Stealth | 1       | 1       | Tanji Johnson             | 1,57 m; 56 kg     |                                                 |
| Steel   | 2       | 2       | Erin Toughill             | 1,77 m; 70 kg     |                                                 |
| Venom   | 1       | 2       | Beth Horn                 | 1,73 m; 62 kg     |                                                 |

### Männliche Gladiatoren
| Beast     | 2 | jetzt | Matt Morgan              | 2,08 m; 144 kg |                                                 |  |  |
| Hammer    | 1 | 1     | Michael Briehler         | unbekannt      | - Reserve (Staffel 1); war nicht im TV zu sehen |  |  |
| Hurricane | 2 | 2     | Breaux Greer             | 1,88 m; 105 kg |                                                 |  |  |
| Justice   | 1 | 2     | Jesse Justice Smith, Jr. | 2,03 m; 132 kg |                                                 |  |  |
| Mayhem    | 1 | 1     | Romeo Williams           | 1,96 m; 104 kg | - Reserve (Staffel 2)                           |  |  |
| Militia   | 1 | 2     | Alex Castro              | 1,90 m; 100 kg |                                                 |  |  |
| Rocket    | 2 | 2     | Evan Dollard             | 1,78 m; 73 kg  | - Sieger der Männer (Staffel 1)                 |  |  |
| Titan     | 1 | 2     | Michael O’Hearn          | 1,90 m; 114 kg | - Reserve (Original Show) - Gladiator Captain   |  |  |
| Toa       | 1 | 2     | Tanoai Reed              | 1,90 m; 109 kg |                                                 |  |  |
| Wolf      | 1 | 2     | Don „Hollywood“ Yates    | 1,93 m; 102 kg |                                                 |  |  |
| Zen       | 2 | 2     | Xin Wuku                 | 1,75 m; 73 kg  |                                                 |  |  |

## Sonstiges
Rico Constantino, der Finalist der Staffel 1990/91, wurde später unter dem Namen „Rico“ Profi-Wrestler in der WWE.
Die Ereignisse der Show wurden auf RTL von dem Dortmunder Kabarettisten Bruno Knust durch seinen Puppencharakter Joe kommentiert.